# Stettiner Oderwerke
Oderwerke o Stettiner Oderwerke è stata un'industria tedesca fondata nel 1903 e fallita nel 1961 per bancarotta, che ha operato nel settore della cantieristica.

## Storia
Le origini della società risalgono alla Stettiner Maschinenbau-Anstalt und Schiffsbauwerft-Actien-Gesellschaft(ex Möller & Holberg) società fondata a Berlino 1872 e fallità nel 1894. L'attività di questa azienda venne rilevata nella seconda metà degli anni novanta dalla Oderwerke Maschinenfabrik und Schiffsbauwerft AG, società fallita nel 1901.
Il 28 gennaio 1903, a Grabòw, un sobborgo di Stettino sorto nel 1900 venne costituita la Stettiner Oderwerke Aktiengesellschaft für Schiff-und Maschinenbau, che ha acquisito la precedente Oderwerke Maschinenfabrik und Schiffsbauwerft AG, fallita nel 1901.
L'azienda ha prodotto piccole imbarcazioni fluviali, un battello fluviale da utilizzare sull'Elba e sull'Oder, imbarcazioni per il servizio balneare verso la Prussia orientale, rimorchiatori e draghe.
Alla vigilia della prima guerra mondiale nel cantiere vennero realizzate 154 tra navi e imbarcazioni.
Al termine del conflitto fino agli anni trenta gli ordini commissionati al cantiere furono scarsi ma, a differenza di molti altri, il cantiere è riuscito a sopravvivere.
Il periodo che ha preceduto la seconda guerra mondiale per il cantiere è stato quello del massimo splendore con una forza lavoro di circa 3600 lavoratori. Con lo scoppio della guerra gli stabilimenti vennero convertiti per la produzione militare e nel cantiere vennero realizzati venticinque dragamine e due sommergibili Tipo VII-C.
Al termine del conflitto Stettino si trovò nella Zona di occupazione sovietica della Germania e l'amministrazione militare sovietica in Germania decretò lo smantellamento della società. Con il passaggio della città di Stettino alla Polonia la società è stata trasferita nella Germania Ovest, a Lubecca nel 1949 e a Colonia sul Reno nel 1950. Nel 1954 la società venne rinominata "Hansa Stahl-und Schiffbau", società fallita per bancarotta nel 1961.
Il 14 giugno 1945, il dipartimento marittimo del ministero dell'Industria ha costituito l'Unione cantieri navali polacchi (polacco: Zjednoczone Stocznie Polskie; acronimo: ZSP) con sede a Danzica. Le prime decisioni furono quelle di nominare commissioni incaricate di subentrare ai russi nei cantieri da loro occupati
Nel 1948 con quel che rimaneva del cantiere Stettiner Oderwerke e sul vecchio sito del cantiere Vulkan venne istituito il Cantiere navale di Stettino (polacco: Stocznia Szczecińska), dove il 6 novembre 1948 avvenne il varo della prima nave costruita dopo la guerra in Polonia, la portarinfuse Sołdek, adattata per trasportare sia carbone che minerale alla rinfusa.
Nel 1950, conformemente all'ordinanza del Ministro della navigazione del 20 febbraio, l'Unione cantieri navali polacchi venne trasformata in Industria Centrale di costruzioni navali (in polacco: Centralny Zarząd Przemysłu Okrętowego; acronimo: CZPO) che raggruppava quattro imprese di proprietà statale: Cantiere navale di Danzica, Cantiere navale settentrionale (ex fabbrica vagoni), Cantiere navale di Gdynia e Cantiere navale di Stettino.
Sotto il controllo del governo polacco il cantiere ha investito in nuove attrezzature, giungendo ad impiegare circa 11.000 lavoratori. Nel 1999, gli ordini per la costruzione di nuove navi crollarono drammaticamente a causa della crisi internazionale del settore delle costruzioni navali. Problemi finanziari e successiva insolvenza hanno portato alla cessazione dei lavori nel marzo 2002 e al fallimento nel luglio 2002. La società fu rilevata dall'Agenzia statale per lo sviluppo industriale e continuò la produzione sotto il nome di Stocznia Szczecińska Nowa. Nel 2009, questo cantiere ha anche cessato le operazioni, ponendo fine a una tradizione di costruzione navale di oltre 150 anni a Stettino.